# CD Morell
Club Deportivo Morell is een Spaanse voetbalclub uit El Morell in de regio Catalonië. De club heeft als thuisstadion het Campo Municipal.
CD Morell is een onafhankelijke zusterclub van CF Reus Deportiu en krijgt regelmatig jeugdspelers en talenten uitgeleend.

## Erelijst
- Primera Divisió Catalana

2014/15